# Lliures com el vent 4
Lliures com el vent 4 (títol original en alemany, Ostwind – Aris Ankunft) és una pel·lícula dramàtica alemanya del 2019 dirigida per Theresa von Eltz. La pel·lícula és la seqüela de les pel·lícules Lliures com el vent (2013), Lliures com el vent 2 (2015) i Ostwind - Aufbruch nach Ora (2017). L'estrena va tenir lloc el 17 de febrer de 2019 a Múnic. Es va estrenar als cinemes d'Alemanya el 28 de febrer. S'ha doblat al valencià per a À Punt.